# L6/40
L6/40 byl italský lehký tank, vyvinutý a vyráběný koncernem Fiat. Byl zaveden do služby v roce 1940, vzniklo celkem 300 strojů, které sloužily v italské armádě, Wehrmachtu a Waffen SS.

## Historie
V roce 1935 společnost Fiat-Ansaldo zahájila práce na projektu lehkého věžového tanku na bázi tančíku L3. Vývoj pokračoval přes variantu s kanónem v trupu, bezvěžovou variantu až po finální variantu z roku 1939, vybavenou věží s dvojicí kulometů Breda ráže 8 mm. Tank byl zaveden do výzbroje pod označením carro armato L6/40. Měl sloužit k průzkumu, ochraně konvojů, spojařským účelům atd. Po zkušenostech ze Španělské občanské války bylo rozhodnuto vyzbrojit tank kanónem Breda 35 ráže 20 mm (byl účinný proti republikánským tankům T-26). Tato konečná verze vznikla roku 1940.
Výroba tanku měla nízkou prioritu, první tanky se dostaly k útvarům teprve během roku 1941, rozsáhleji nasazen byl až v roce 1942. Sériová výroba pokračovala až do německé okupace v září 1943, do té doby bylo vyrobeno 283 tanků. Po okupaci bylo dokončeno ještě dalších 17.
Některé stroje byly přestavěny na plamenometné tanky (L6/40 lf) nebo pěchotní a muniční transportéry (L6/40 Portamunizioni). Podvozek stroje byl využit pro stavbu stíhače tanků Semovente 47/32, vybaveného 47mm kanónem.
Italská armáda použila L6/40 při bojích v Africe, na východní frontě a k protipartyzánské službě na Balkáně. Tank se v boji neosvědčil, byl zastaralý již na začátku výroby a moderní tanky protivníka (M4 Sherman, T-34) jej deklasovaly.
Po okupaci Itálie Němci ukořistěné tanky zařadili do výzbroje pod označením Panzerkampfwagen L6 733 (i). Byly použity k protipartyzánské, strážní a policejní službě na Balkáně a v Itálii, nebo při výcviku.
Po válce zbylé tanky sloužily v italské armádě jako cvičné až do poloviny 50. let.

## Technický popis
Podvozek tvoří na každé straně dvojice dvoukolových vozíků zavěšených na výkyvných ramenech, která jsou odpružena torzními tyčemi. Napínací kolo vzadu je zároveň pojezdové, hnací kolo je vpředu. Pás nesou tři kladky. Trup i věž jsou vyrobeny z pancéřových plechů spojených nýtováním. Věž je umístěna excentricky vlevo.
- Pancéřování trupu: 40 mm čelní, 15 mm boky a záď, 6 mm horizontální plochy.
- Pancéřování věže: 30 mm čelní, 15 mm ostatní plochy.

Výzbroj je umístěna ve věži: automatický kanón Breda 35 ráže 20 mm a kulomet Breda 38 ráže 8 mm. Zásoba střeliva: 312 nábojů pro kanón a 1560 nábojů pro kulomet.

Tank je poháněn benzínovým řadovým čtyřválcem SPA 18D o objemu 4053 cm³ a výkonu 70 hp při 2500 ot/min. Zásoba paliva je 145 litrů.

Vozidlo je vybaveno radiostanicí RF1CA (vysílání do 6 km, příjem do 20 km). Velitelské tanky jsou vybaveny typem RF2CA (vysílání do 20 km, příjem do 40 km).

Posádka tanku je dvoučlenná: řidič v trupu a velitel ve věži (zároveň obsluhuje zbraně a radiostanici).